# Сражение под Городечно
Сражение под Городечно — одно из сражений начального периода Отечественной войны 1812 года, состоявшееся 31 июля (12 августа) между армиями наполеоновской Франции и России у Городечно, местечка Кобринского уезда Гродненской губернии (ныне — Пружанский район, Брестская область).
В июле 1812 года австрийские и саксонские союзники Франции получили приказ прикрыть правый фланг Великой армии Наполеона, преследовавшей отступавшие русские армии Барклая и Багратиона. Союзные силы насчитывали 30 000 австрийцев под командованием князя Шварценберга и 13 000 саксонцев под командованием генерала Эбенезера Ренье.
В свою очередь, 3-й резервной Обсервационной армии генерала Тормасова, насчитывавшей около 18 тысяч штыков и сабель, было приказано двигаться в тылу Наполеона, нарушая его коммуникации. В июле Тормасов успешно защитил Кобрин и двинул войска на север, на Пружаны и Белосток, наводя панику на гарнизоны противника. Всё же под нажимом союзников Тормасов был вынужден отступить и занять оборонительную позицию в Городечно.
Русская позиция с фронта была доступна лишь по трем плотинам, шедшим через болотистый приток реки Мухавец; правый фланг её упирался в болото; левый был прикрыт лесом (считавшимся непроходимым), через который проходила дорога на Кобрин.
Князь Шварценберг направил в обход левого фланга отряд, неожиданное появление которого заставило Тормасова притянуть туда почти все войска. Бой продолжался весь день и сопровождался активными перестрелками артиллерии. Все атаки неприятеля на левый фланг русской армии были отбиты. Одновременно саксонские войска атаковали русские позиции в центре при поддержке артиллерии. Русские продолжали держаться, и первоначальная попытка союзников прорваться в центре провалилась. Благодаря этому Тормасов, несмотря на большое превосходство сил с неприятельской стороны, удержался на позиции до самого вечера.
Хотя оборонительная позиция русских осталась нетронутой, вечером Тормасов принял решение об отступлении, основываясь на своей уверенности в том, что союзники возобновят атаку утром с дополнительным 21 батальоном свежих войск, которые ещё не участвовали в сражении. Ночью он отошёл к Кобрину.